# Green Range (Antarktika)
Die Green Range ist ein etwa 12 km langes und bis zu 760 m hohes Gebirge an der Shackleton-Küste der antarktischen Ross Dependency. Es erstreckt sich in hauptsächlich nord-südlicher Ausrichtung am nördlichen Ende der Königin-Alexandra-Kette des Transantarktischen Gebirges zwischen dem King-Gletscher und The Gateway.
Das New Zealand Geographic Board benannte es 2014 nach dem Biologen Allan Green von der University of Waikato, der über 35 Jahre hinweg in der Ross Dependency tätig war.